# Бикоборци от Васюковка
„Бикоборци от Васюковка“ (на украински „Тореадори з васюківки“) е хумористичен роман за деца, написан през 1963-1970 г. от известния украински писател Всеволод Нестайко. Състои се от три епизода.

## Сюжет
Романът се състои от три епизода (публикувани като отделни разкази): „Приключенията на Робинзон Кукурузо“ (на украински «Пригоди Робінзона Кукурузо»), „Непознатият от тринадесетия апартамент“ (на украински «Незнайомець із тринадцятої квартири») и „Тайната на тримата неизвестни“ (на украински  «Таємниця трьох невідомих»). Всеки епизод има свой собствен логичен разказ, свързан с предходния единствено чрез главните герои. 
Главните герои на книгата са украински ученици от село Васюковка - Павлуша Завгородний (в ранните издания - Криворотко) и Ява (Иван) Рен. Смелаят Ява и по-спокойният и разумен Павлуша са обединени от искрено желание да станат известни по целия свят. За да направят това, през цялата трилогия те се опитват да станат бикоборци, да хванат чужди шпиони от селото си, да завладеят Киев и много други. Основното послание на книгата е истинското приятелство, саможертвата, готовността да помогнеш на човек в нужда.

## История на създаването
Писателят каза следното: „Васил Евдокименко, художник, който оформи моите книги, веднъж разказа за ученици, които се изгубили в царевицата и успели да излязат само когато радиото на стълб в селото избухна. Така че в историята " Приключение в царевицата" за първи път се появиха от Ява и Павлуша, героите от цялата трилогия "Бикоборци от Васюковка". По времето на независима Украйна книгата е преиздадена от издателствата „Учебна книга – Богдан” (съвместно с „Веселка”) и „А-БА-БА-ГА-ЛА-МА-ГА”. Последното издание е малко по-различно от оригиналното издание, авторът премахна идеологическите пластове и детайли, които са неразбираеми за съвременните деца, и добави нови сюжети.

## Филмови адаптации
През 1965 г. Харковското телевизионно студио заснема едноименен филм по тази книга. Филмовата адаптация имаше голям успех не само в СССР, но и на чуждестранни филмови фестивали. Филмовата адаптация получава много награди: Голямата награда на Международния филмов фестивал в Мюнхен (1968), главната награда на Международния филмов фестивал в Австрия и главната награда на Международния фестивал в Александрия (Австралия, 1969)